# James Finlay Weir Johnston
James Finlay Weir Johnston, född 13 september 1796 i Paisley, död 18 september 1855 i Durham, var en skotsk kemist och mineralog.
Johnston studerade i början av 1830-talet kemi i Stockholm under ledning av Jöns Jacob Berzelius och blev 1833 professor i kemi och mineralogi vid det nyinrättade universitetet i Durham. Han var på sin tid bekant som författare till bland annat Chemistry of Common Life (1853) och läroböcker i agrikulturkemi, särskilt Elements of Agricultural Chemistry and Geology (1842), som var en av de mest använda agrikulturkemiska läroböckerna. Han var ledamot av Lantbruksakademien.

## Böcker på svenska
- Elements of Agricultural Chemistry and Geology (1842)
  - Katekes i jordbrukets kemi och geologi (översättning H.B.P., Sandwall, 1846)
  - Första grunderna i åkerbruks-chemi och geologi (översättning J. F. Bahr, Hæggström, 1846)
- [Okänd originaltitel]
  - Landtbrukets naturvetenskapliga grunder, med i hufvudsakligt afseende på kemi och geologi (översättning Johan Theofil Nathhorst, Magnus, 1848-1852)
- Chemistry of Common Life (1853)
  - Kemiska bilder ur dagliga lifvet (dels öfvers., dels bearb. af A-æ- (dvs. Arvid Gumælius), Haegerstrand, 1854)
  - Hvardagslifvets chemi (översättning Gustaf Thomée, Bonnier, 1854-1855)
  - Hvardagslifvets kemi (översättning Oskar Heinrich Dumrath, Adolf Bonnier, 1882)